# Afonso Sousa
Afonso Gamelas de Pinho Sousa (nascut el 3 de maig de 2000) és un futbolista professional portuguès que juga al KKS Lech Poznań com a migcampista ofensiu.

## Carrera de club

### Porto
Nascut a Aveiro, Sousa va tornar a l'escola juvenil del FC Porto als 13 anys, després d'un primer període el 2009. Va fer el seu debut sènior amb l'equip filial a la LigaPro el 25 d'agost de 2019, jugant tota la victòria fora de casa per 3-1 contra l'SC Farense i marcant al partit.
Sousa va formar part de l'equip que va guanyar la UEFA Youth League 2018-19, destacant la victòria per 3-1 contra el Chelsea a la final.

### Belenenses SAD
El 9 de setembre de 2020, Sousa va signar un contracte de quatre anys amb el club de la Primeira Liga Belenenses SAD, amb el Porto conservant el 50% dels drets del jugador. Va jugar el seu primer partit a la competició nou dies després, entrant com a substitut al minut 67 de Silvestre Varela en la derrota per 1-0 a casa del Vitória de Guimarães. Va marcar el seu primer gol el 20 de desembre, just abans del descans en la victòria a casa per 2-1 davant l'SC Braga.

## Internacional
Sousa ha jugat 42 partits amb Portugal en tots els nivells juvenils, començant per la selecció sub-15 el 2015. La seva primera aparició amb la sub-21 va ser el 7 d'octubre de 2021 en una derrota a casa de Liechtenstein per 11-0 a la classificació per a l'Eurocopa de la UEFA 2023.

## Vida personal
Tant el pare de Sousa, Ricardo, com l'avi António, van jugar de migcampista i després van treballar com a entrenadors.